# Hillsborough (Grenada)
Hillsborough è un centro abitato di Grenada, capoluogo della dipendenza di Carriacou e Petite Martinique.
| Controllo di autorità | VIAF (EN) 316430454 |